# Colin Schroeder
Colin Schroeder (* 18. Dezember 2006) ist ein deutscher Basketballspieler.

## Werdegang
Schroeder wurde 2024 mit der U19-Mannschaft der EWE Baskets Oldenburg deutscher Vizemeister dieser Altersklasse. Gleichzeitig kam er in der Saison 2023/24 im Herrenbereich in der 1. Regionalliga bei der Mannschaft Baskets Juniors TSG Westerstede zum Einsatz. Sein erstes Bundesligaspiel für die Oldenburger Profis bestritt er Ende September 2024. Er trug in der Saison 2024/25 zum Gewinn des Meistertitels der Baskets Juniors TSG Westerstede in der 1. Regionalliga Nord bei.

### Nationalmannschaft
Schroeder wurde im August 2024 mit der deutschen Mannschaft U18-Europameister. 2025 nahm er mit der U20-Auswahl an der Europameisterschaft dieser Altersklasse teil.